# Ainbusk (musikalbum)
Ainbusk är ett studioalbum av den gotländska sångkvartetten med samma namn som släpptes 1998.

## Låtlista
| Nr           | Titel                              | Längd |
| ------------ | ---------------------------------- | ----- |
| 1.           | Min Gud                            | 03:46 |
| 2.           | Man behöver inte åka till New York | 04:01 |
| 3.           | Näckrosen                          | 05:00 |
| 4.           | Om du nånsin börjar tveka          | 03:44 |
| 5.           | Brevet                             | 03:22 |
| 6.           | Tvåtusentvå                        | 04:46 |
| 7.           | Säg vad kärlek Är                  | 04:39 |
| 8.           | Under stjärnan                     | 04:15 |
| 9.           | I lust och nöd                     | 04:20 |
| 10.          | Kom så far vi härifrån             | 04:03 |
| 11.          | Tolfte sommaren                    | 03:39 |
| 12.          | Vägen till Närsholm                | 03:52 |
| 13.          | Älska mig                          | 03:43 |
| Total längd: | Total längd:                       | 53:10 |

## Listplaceringar
| Lista (1998–1999) | Topplacering |
| ----------------- | ------------ |
| Sverige           | 21           |